# قانون رابوبورت
قانون رابوبورت (بالإنجليزية: Rapoport's rule) هو قاعدة بيولوجية تنص على أن النطاق العرضي للنباتات و‌الحيوانات عادة ما يكون أصغر عند خطوط العرض الجغرافية الأدنى منه عند خطوط العرض الجغرافية الأعلى.

## وصلة خارجية
- Klaus Rohde: Rapoport's rule